# Peter Cushing
Peter Cushing   (Kenley, 26 de maig de 1913 - Canterbury, 11 d'agost de 1994) OBE va ser un premiat i actor britànic de cinema, teatre i televisió, més conegut pels seus papers en les pel·lícules de terror de la Hammer Productions de les dècades de 1950, 1960 i 1970, a més de la seva actuació com Wilhuff Tarkin, a La guerra de les galàxies, el 1977. La seva carrera d'actor va durar més de sis dècades i va incloure aparicions en més de 100 pel·lícules, a més de molts papers en la televisió, teatre i ràdio. Nascut en Kenley, Surrey, Cushing es va estrenar en els escenaris el 1935 i va passar tres anys en un teatre de repertori abans de traslladar-se a Hollywood per seguir una carrera en el cinema.

## Biografia
Fill de George Edward Cushing i Nellie Marie, va néixer a Kenley, comtat de Surrey. Ell i el seu germà més gran, David, es van traslladar a Dulwich Village, un suburbi de Londres, tornant posteriorment a Surrey amb la mare i el pare, que era agrimensor.
Des de petit aficionat a la representació, on va ser dut per una tia, que era actriu, es va dedicar també al dibuix. Va treballar com ajudant d'agrimensor, utilitzant els seus dots pel dibuix, al mateix temps que actuava en el teatre local. Després de traslladar-se a Londres, va estudiar a l'Escola Municipal de Música i Drama.
Va actuar en el teatre londinenc fins a traslladar-se a Hollywood, el 1939, on va actuar a L'home de la màscara de ferro, el mateix any. Altres pel·lícules en les quals va participar van ser A Chump at Oxford (1939), amb Stan Laurel i Oliver Hardy, Vigil in the Night (1940), i They Dare Not Love (1941). No obstant això, després d'una curta estada, Cushing va retornar a Anglaterra.
Va actuar a Nova York, a Broadway, i també al Canadà. Va contribuir a l'Esforç de guerra durant la Segona Guerra Mundial, unint-se a l'"Associació de Serveis Militars d'Entreteniment."

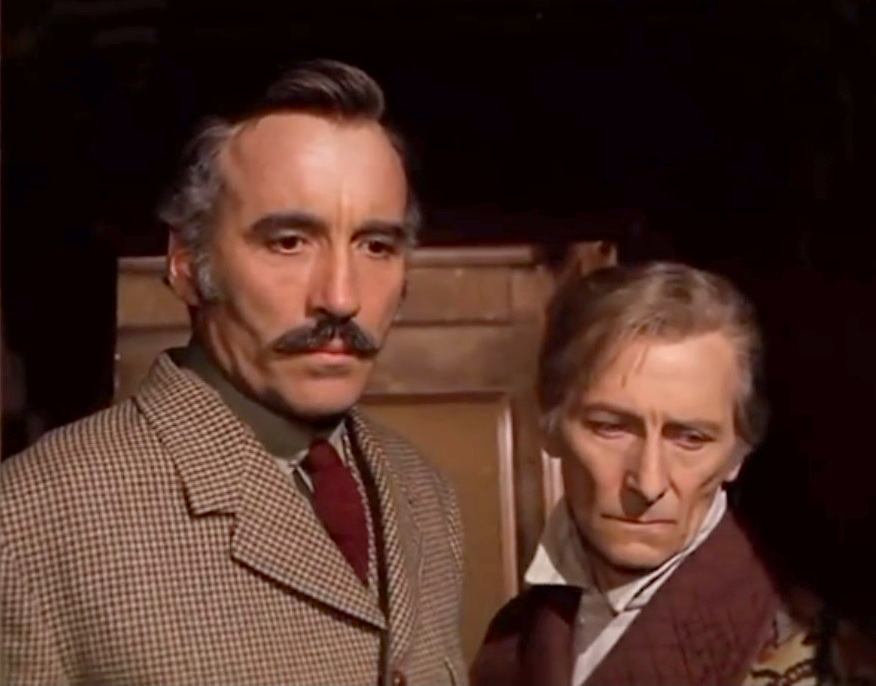
A la dreta amb el seu company de rodatges, Christopher Lee, en una escena de l'Expres de l'Horror, de 1973

Després del conflicte, va aparèixer amb Laurence Olivier a la pel·lícula Hamlet, en la qual el seu futur amic i company de rodatges, Christopher Lee, va tenir un petit paper. Ambdós també van aparèixer a Moulin Rouge, no obstant això, només tornarien a reunir-se en les clàssiques pel·lícules de terror. Durant la dècada de 1950 va arribar a fer-se familiar en la televisió anglesa, apareixent en nombroses pel·lícules, iniciant un treball amb la llegendària Hammer Film Productions, en les seves noves versions del terror clàssic de 1930. El seu treball a la productora està íntimament relacionat amb el director Terence Fisher, realitzant papers rellevants en pel·lícules, com ara La maledicció de Frankenstein, Dracula, El gos dels Baskerville i La mòmia. Els seus papers més notables van ser els de Sherlock Holmes, Baró Frankeinstein i Van Helsing, aquests últims en una llarga sèrie de pel·lícules de terror produïdes per la Hammer Film Productions, en les dècades de 1950, 1960 i 1970. Diverses vegades va escenificar amb Christopher Lee, de qui es va fer el seu millor amic.
Ms tard, va declarar que les seves tries de papers es basaven en el que trobava que seria acceptat pel públic. "Qui em pot veure com Hamlet? Molt pocs. Però milions de persones volen veure'm com Frankenstein, de manera que és el que jo faig".
Va destacar també en pel·lícules d'una altra gran productora de cinema de terror, la rival Amicus Productions, incloent-hi pel·lícules com Dr. Terror's House of Horrors (1965) i Torture Garden (1967).
A mitjans de la dècada de 1970, les companyies havien parat la producció; no obstant això, Cushing ja s'havia establert com una estrella del gènere.
El 1971, es va retirar dels rodatges de Blood from the Mummy's Tomb després de la mort de la seva esposa, l'actriu Violet Helene Beck (8 de febrer de 1905 - 14 de gener de 1971), amb qui estava casat des de 1943. L'any següent, va declarar a Ràdio Times: "Des que Helen ha marxat no aconsegueixo trobar res. El temps és interminable, la solitud és gairebé insuportable i l'única cosa que em fa continuar és saber que la meva volguda Helen i jo ens hem de reunir algun dia. Per continuar, per tant, Helen és la meva única ambició. Vostè té el meu permís per publicar això... realment, vostè sap, tot és només per matar el temps. Si us plau, publiqui això."
Va actuar en la pel·lícula Star Wars episodi IV: Una nova esperança (1977), en el paper de Grand Moff Tarkin, comandant de Darth Vader en l'Estrella de la Mort, tot i haver estat originalment considerat pel paper de Obi-Wan Kenobi.
Durant la producció, Cushing va ser presentat amb botes de cavalcadura que estrenyien els seus peus. George Lucas llavors li va donar permís per tenir el paper utilitzant-ne de tennis. Els càmeres el van filmar per sobre dels genolls o dempeus enrere de la taula de la sala de conferències.
Per Star Wars Episodi III: La Venjança dels Sith, Lucas volia Cushing, ja mort, per fer el seu paper com a Tarkin a través de l'ús d'imatges d'arxiu i de la tecnologia digital, però la qualitat de la pel·lícula ho va fer impossible. A més d'això, l'escena exigiria el cos ple de Tarkin, que no estava disponible a causa de la falta d'ús de botes per part de l'actor. En comptes d'això, Wayne Pygram va assumir el paper perquè es va considerar que s'assemblava molt a Cushing.
El 1985, el director Tom Holland es va inspirar en ell i en Vincent Price per crear el caçador de vampirs Peter Vincent, de la pel·lícula Nit de por.
El 1989, va ser nomenat Oficial de l'Imperi Britànic en reconeixement de les seves contribucions per la professió d'actor en el Regne Unit i internacionalment.
Cushing va ser diagnosticat amb càncer de pròstata el 1982, però va aconseguir sobreviure 12 anys, sense cirurgia, tot i el seu estat de salut fràgil. El 1989, li va ser concedit el premi d'Oficial de l'Orde de l'Imperi Britànic, encara que el seu amic Christopher Lee hagi opinat públicament que l'honra arribava "molt tard". Cushing es va retirar per Whitstable, en el Kent, on havia comprat una casa a la vora del mar, el 1959, i va continuar el seu hobby de cria d'aus i en escriure dues autobiografies. També va treballar com a pintor, especialitzat en aquarel·les, i va escriure i va il·lustrar el llibre infantil de Lewis Carroll. Va ser el patró de la Societat Vegetariana, des de 1987 fins a la seva mort.

### Mort
Peter Cushing va morir de càncer de pròstata l'11 d'agost de 1994, a Canterbury, Anglaterra. El seu cos va ser incinerat i les seves cendres dipositades en la sepultura de la família Cushing.
En una entrevista inclosa en el llançament del DVD de El gos dels Baskerville (1959), Christopher Lee va ser entrevistat sobre la mort del seu amic.
"Jo no vull semblar trist, però, en algun moment de les seves vides, cadascun de vostès notarà que existeix una persona, un amic a qui estima i cuida molt. Aquesta persona està tan a prop que és capaç de compartir moments inoblidables. Per exemple, vostè pot telefonar per aquest amic i en escoltar un riure maníac o una altra broma, vostè sabrà qui hi ha a l'altre costat de la línia. Nosaltres acostumàvem a fer això moltes vegades. Llavors, des que va marxar, res haurà semblat passar en la meva vida."
Com Béla Lugosi, i al contrari de Boris Karloff o Vincent Price, Cushing no era un actor excepcional, però tenia el tipus adequat per consagrar-se com estrella de pel·lícules de terror. La figura esquelètica, la veu educada i fosca, l'aire aristocràtic i l'habilitat d'aparentar tranquil·litat, autoritat i obstinació una mica maníaca el van transformar en intèrpret ideal per l'embogit Dr. Frankenstein i l'incansable caçador de vampirs Van Helsing. Curiosament, les mateixes característiques encaixaven en un altre personatge famós, Sherlock Holmes. Cushing també va ser conegut en Anglaterra per ser una ànima caritativa. Després de la mort de la seva dona, el 1971, escrivia cartes de consol per persones que havien perdut éssers estimats.

## Filmografia
- L'home de la màscara de ferro (The Man in the Iron Mask) (1939)
- Laddie (1940)
- Vigil in the Night (1940)
- A Chump at Oxford" (1940)
- Women in War (1940)
- The Howards of Virginia (1940) (no surt als crèdits)
- Dreams (1940)
- They Dare Not Love (1941) (no surt als crèdits)
- Hamlet (1948)
- Pride and Prejudice (TV) (1952)
- Moulin Rouge (1952)
- 1984 (TV) (1954)
- El cavaller negre (The Black Knight) (1954)
- The End of the Affair (1955)
- Alexandre el Gran (Alexander the Great) (1956)
- Time Without Pity (1957)
- La maledicció de Frankenstein (The Curse of Frankenstein) (1957)
- The Abominable Snowman (1957)
- Violent Playground (1958)
- Dracula (1958)
- The Revenge of Frankenstein (1958)
- La mòmia (The Mummy) (1959)
- El gos dels Baskerville (The Hound of the Baskervilles) (1959)
- John Paul Jones (1959)
- La carn i el dimoni (The Flesh and the Fiends) (1960)
- The Brides of Dracula (1960)
- Suspect (1960)
- Cash on Demand (1961)
- The Hellfire Club (1961)
- Fury at Smugglers' Bay (1961)
- The Naked Edge (1961)
- Night Creatures (1962)
- The Evil of Frankenstein (1964)
- La gorgona (The Gorgon) (1964)
- Dr. Terror's House of Horrors (1965)
- Dr. Who and the Daleks (1965)
- She (1965)
- The Skull (1965)
- L'illa del terror (Island of Terror) (1966)
- Daleks – Invasion Earth: 2150 A.D. (1966)
- Frankenstein va crear la dona (Frankenstein Created Woman)  (1967)
- El jardí de les tortures (Torture Garden) (1967)
- La nit abrasadora (Night of the Big Heat) (1967)
- Blood Beast Terror (1967)
- Corruption (1968)
- Frankenstein Must Be Destroyed (1969)
- Incense for the Damned (1970)
- No paris de xisclar (Scream and Scream Again) (1970)
- Una altra vegada (One More Time) (1970)
- The Vampire Lovers (1970)
- The House That Dripped Blood (1971)
- El Dr. Jekyll i la seva germana Hyde (Dr. Jekyll and Sister Hyde) (1971)
- Les bessones del mal (Twins of Evil) (1971)
- Tales from the crypt (1972)
- Dràcula 72 (Dracula A.D. 1972) (1972)
- Fear in the Night (1972)
- El retorn del Dr. Phibes (Dr. Phibes Rises Again) (1972)
- Refugi macabre  (Asylum) (1972)
- And Now the Screaming Starts! (1973)
- From Beyond the Grave (1973)
- Nit infernal (Nothing But the Night)  (1973)
- The Creeping Flesh (1973)
- The Satanic Rites of Dracula (1973)
- Horror Express (1973)
- Shatter (1974)
- Manicomi (Madhouse) (1974)
- La bèstia ha de morir (The Beast Must Die) (1974)
- Frankenstein and the Monster from Hell (1974)
- La llegenda dels set vampirs d'or (The Legend of the 7 Golden Vampires)  (1974)
- Tender Dracula (1974)
- Legend of the Werewolf (1975)
- Space: 1999 (TV) (1975) - um episódio
- The Ghoul (1975)
- Land of the Minotaur (1976) (aka The Devil's Men)
- Trial by Combat' (1976)
- At the Earth's Core (1976)
- Star Wars episodi IV: Una nova esperança (1977)
- Shock Waves (1977)
- The Uncanny (1977)
- Arabian Adventure (1979)
- A Tale of Two Cities (TV) (1980)
- Hammer House of Horror (TV) (1980)
- Misteri a l'illa dels monstres (Mystery on Monster Island) (1981)
- La mansió de les ombres allargades (House of the Long Shadows) (1983)
- The Masks of Death (1984)
- Top Secret! (1984)
- L'espasa del cavaller (Sword of the Valiant: The Legend of Sir Gawain and the Green Knight) (1984)
- Sherlock Holmes i les màscares de la mort (The Masks of Death) (1984)
- Biggles, els viatgers del temps (Biggles: Adventures in Time) (1986)
- Rogue One: A Star Wars Story (2016) - Imatge generada per ordinador